# 安辺浩
安辺 浩（あべ ひろし、1890年1月3日 - 1975年5月1日）は、日本の陸軍軍人、飛行士、実業家。満州航空総裁。最終階級は陸軍大尉。

## 生涯
熊本陸軍地方幼年学校、陸軍士官学校（23期）を卒業し、陸軍少尉として第一次世界大戦では、青島遠征軍に参加する。中尉に昇官し、1915年5月第4期の操縦将校に抜擢されて臨時軍用気球研究会で1年間の操縦訓練を受けた。1918年に欧州出張を命じられ、フランス、ドイツで操縦術を学び、1919年8月に帰国し、1920年に陸軍航空学校の教官に任じられた。1920年には、所沢-ソウル間の長距離飛行を行った。同年陸軍省航空局の御用掛に任じられ、1922年に同局事務官から航空官となった。
朝日新聞の「初風」、「東風」による訪欧飛行をサポートした児玉常雄航空局技術課長（児玉源太郎陸軍大将の息子で後の大日本航空総裁）から「初風」の操縦士に選抜され、ブレゲー 19で1925年7月25日代々木練兵場を出発し、シベリア各地を経由し、8月23日にモスクワに到着し大歓迎を受けた。その後ベルリン、パリ、ロンドン、ローマを訪問飛行した。総飛行距離1万7400kmあまりの飛行であった。欧州訪問飛行のメンバーは「初風」は安辺浩操縦士　篠原春一郎機関士、「東風」が河内一彦操縦士、片桐庄平機関士であった。
1931年児玉に伴われて満州に赴き、1932年満州航空が設立されると、児玉は副社長となり、安辺は取締役となった。1939年8月に民間航空各社を合同して大日本航空輸送が設立され、児玉が大日本航空の総裁になると、安辺は満州航空総裁の地位を継いだ。